# Ном (аэропорт)
Аэропорт Ном (англ. Nome Airport), (ИАТА: OME, ИКАО: PAOM, FAA LID: OME) — государственный гражданский аэропорт, расположенный в 3,7 километрах к западу от центрального делового района города Ном (Аляска), США.
Штат Аляска также эксплуатирует Аэродром Ном Сити-Филд (FAA LID: 94Z), находящийся в 1,85 километрах к северу от города.

## Операционная деятельность
Аэропорт Ном расположен на высоте 11 метров над уровнем моря и эксплуатирует две взлётно-посадочные полосы:
- 3/21 размерами 1700 x 46 метров с асфальтовым покрытием;
- 10/28 размерами 1829 x 46 метров с асфальтовым покрытием.

За период с 1 ноября 2008 года по 1 ноября 2009 года Аэропорт Ном обработал 28 000 операций взлётов и посадок самолётов (в среднем 76 операций ежедневно), из них 54 % пришлось на рейсы аэротакси, 36 % составила авиация общего назначения, 5 % — регулярные коммерческие перевозки и 5 % — военная авиация. Аэропорт использовался в качестве базы для 71 воздушного судна, из которых 72 % — однодвигательные самолёты, 17 % — многодвигательные, 7 % — вертолёты и 4 % — военная авиация.